# .cr
.cr là tên miền Internet cấp cao nhất dành cho quốc gia (ccTLD) của Costa Rica.

## Tên miền cấp 2
- ac.cr: Học viện: Đại học
- co.cr: Thương mại
- ed.cr: Giáo dục: Đại học, Trung học,...
- fi.cr: Cơ quan tài chính như ngân hàng
- go.cr: Chính phủ
- or.cr: Tổ chức phi chính phủ
- sa.cr: Cơ quan y tế